# Boston North Station
Boston North Station – stacja kolejowa i jednocześnie stacja metra oraz przystanek lekkiej kolei w Bostonie w stanie Massachusetts, w Stanach Zjednoczonych. Ważny węzeł przesiadkowy, obsługiwany przez MBTA, operatora komunikacji publicznej w aglomeracji Bostonu, oraz Amtrak, amerykańskiego narodowego przewoźnika kolejowego. W roku finansowym 2010 z pociągów Amtraku skorzystało na niej 418 993 pasażerów, co dało jej pozycję trzeciej najbardziej uczęszczanej stacji tego przewoźnika w stanie Massachusetts.

## Połączenia

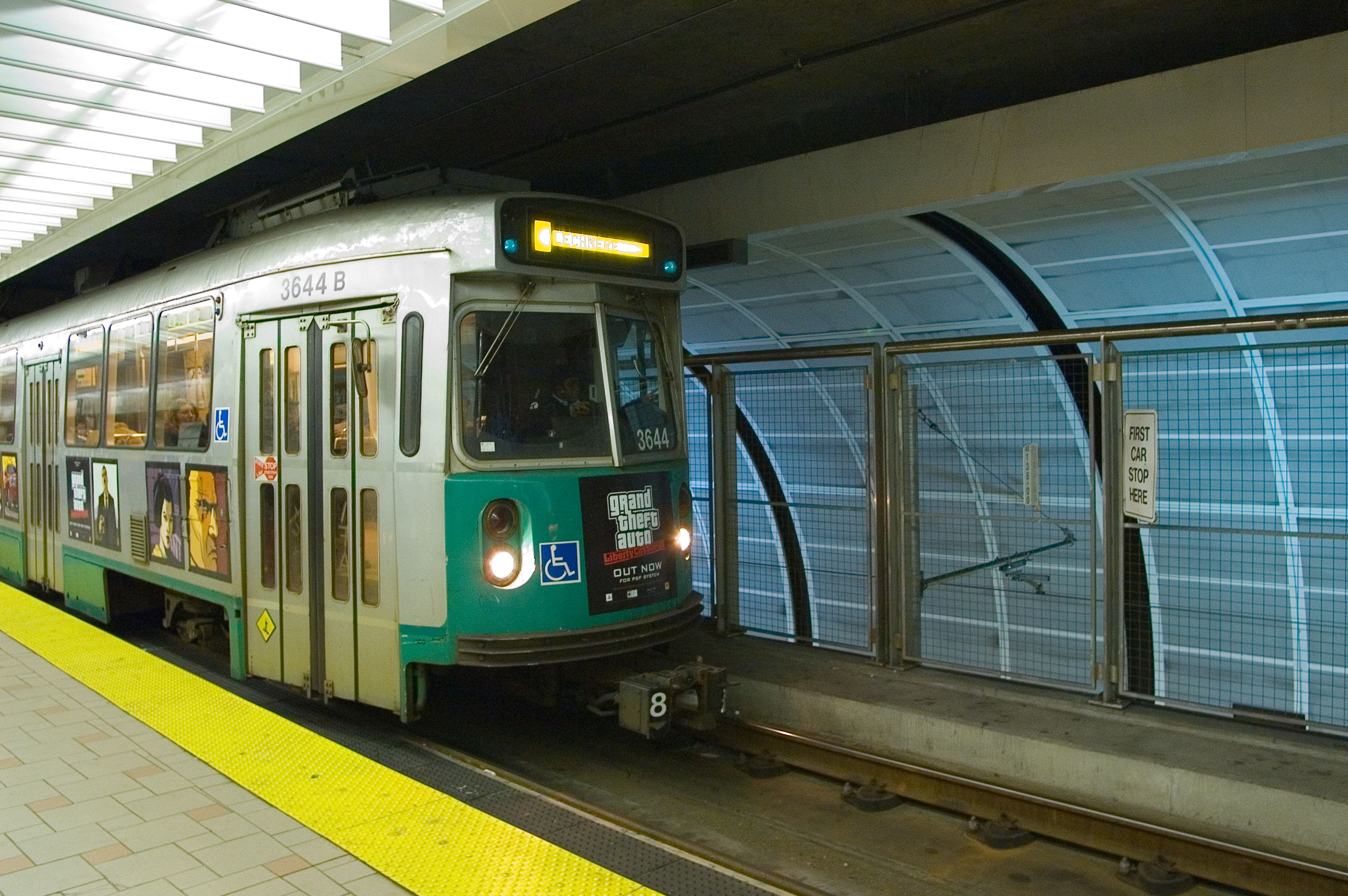
Tramwaj marki Kinki Sharyo Type 7 obsługujący linię Green Line na stacji North Station

| nazwa połączenia          | rodzaj linii                | stacja docelowa          | operator |
| ------------------------- | --------------------------- | ------------------------ | -------- |
| Downeaster                | kolej regionalna            | Brunswick                | Amtrak   |
| Fitchburg Line            | kolej podmiejska            | Fitchburg                | MBTA     |
| Lowell Line               | kolej podmiejska            | Lowell                   | MBTA     |
| Haverhill Line            | kolej podmiejska            | Haverhill                | MBTA     |
| Newburyport/Rockport Line | kolej podmiejska            | Newburyport / Rockport   | MBTA     |
| Green Line                | lekka kolej miejska/tramwaj | Heath Street / Lechmere  | MBTA     |
| Orange Line               | metro                       | Forest Hills / Oak Grove | MBTA     |

[x]